# 薦野増時
薦野 増時（こもの ますとき）は、戦国時代から江戸時代前期にかけての武将。立花氏の家老を務めて後に「立花三河守」の名乗りを許された。のち黒田氏の家臣となり黒田姓を与えられた。

## 生涯
薦野氏は筑前国糟屋郡薦野の国人領主。祖先は継体天皇の末裔である多治氏であるという。『筑後将士軍談』によると、継体天皇の子・左大臣家憲が初めて丹治の名を賜り、嵯峨天皇の時代に家憲の末孫・丹治宮内卿家義が大和国渋田荘を賜った。その孫・武延は陽成天皇の時代に武蔵国加治郡に移住し武蔵七党の祖となった。一方家義の子・峯延は筑前国薦野に住み、薦野を名字としたという。
天文12年（1543年）、薦野宗鎮の嫡男として誕生。薦野氏は代々宗像氏や大友・立花氏に仕えてきた。
永禄4年（1561年）3月、大友軍立花鑑載、怒留湯直方ら1千五百兵を率いて宗像氏貞の領地に攻め込む、14日に増時の奮戦によって占部尚安の許斐里城を落としたが、翌15日吉原里城にて激しい反撃を受け、撤退した。
永禄10年（1567年）9月5日、宗像氏貞が立花山城へ侵攻、飯盛山にて佈陣した。立花鑑載と怒留湯直方は席内村、旦ノ原一帯で迎撃し、逆に宗像領の赤間山城まで攻め込んだ。しかし、宗像家臣の吉田守致と怒留湯久則と一騎打ちをして、吉田の勝ちにより宗像軍の士気が高まり、今度は宗像軍の反撃が始まった。7日、増時と一族の米多比鎮久らは自分の領地にて宗像軍の侵攻をしぶとく抵抗した。
永禄11年（1568年）に立花鑑載が大友氏に叛旗を翻した際、これに反対した増時の父・宗鎮と米多比直知が鑑載に謀殺され、薦野・米多比一族の討伐に安武民部・藤木和泉守ら八百を差し向けてきた。これに対し増時と米多比鎮久は三百の兵で迎え討ち、西郷原で立花方を撃退した。
その後薦野一族は、御笠郡に布陣している大友家の臼杵鑑速の軍と合流して立花家と戦った。鑑載が大友家に討伐された後、大友宗麟の命で戸次鑑連が立花山城に入り「立花道雪」と名乗ると、増時は鎮久と共にその与力として配された。
宗鎮と増時父子は「属大友家、戦功多くて感状数十通あり」、特に増時は「冷静沈着にして勇猛果断」で文武に秀でた人物であったため、道雪の家臣団以外、大友氏からの与力として、譜代の由布惟信や同じく大友氏の与力出身の小野鎮幸と並んで家政を預かった。道雪の副将・軍師・参謀の一人として天正年間筑前において対秋月種実、原田隆種、筑紫広門、宗像氏貞らとの戦闘にほとんど参加し、その軍略と武勇を遺憾なく発揮され、
天正7年（1579年）7月12日-18日第二次生松原の戦い・第一次鳥飼の戦い、
7月27日第一次太宰府観世音寺の戦い、
8月18日-9月初旬多々良浜・箱崎・上松城の戦い、
9月下旬第四次生松原の戦い・高祖山城攻防戦、
12月26日-29日糟屋郡攻防・許斐岳城奇襲戦、
天正9年（1581年）7月27日第二次太宰府観世音寺・第二次太宰府石坂の戦い(太宰府市・石坂)、
8月25日高鳥居城攻略戦、
11月6日第三次嘉麻・穂波の戦い・潤野原合戦・第二次八木山石坂の戦い、
11月13日小金原・清水原・山東宗像表合戦・毛利鎮実鷹取城兵糧救援、
天正10年（1582年）4月16日岩戸の戦い、
天正11年（1583年）3月16日宗像領吉原口防戦、
天正14年（1586年）8月25日高鳥居城攻略戦など、数十通の感状をもらった。

### 立花氏の家宰
道雪は増時の才能を愛し、養子に迎えて家督を譲ろうとした。だが、これに真っ先に反対したのは他ならぬ増時本人であったとされる。増時は、現在の立花氏の家中は道雪に対しては絶対的な忠節を誇るものの、内実は様々な出身者による寄合所帯であり、安易な家督相続は道雪の死後に内紛を引き起こす、としてこれを諌めたのである。やがて、道雪と増時は高橋統虎を道雪の養子に迎えることに決め、統虎との養子縁組を実現させると、増時はその補佐にあたるようになった。
天正12年付の道雪から増時への書状の中で道雪は、「高野山清泰院」という聖の処遇について意見を述べており、こうした遍歴する人々の語る情報がいかに危ういかを見抜いていた。「確かな情報はなかなか得られないが、怪しげな情報は決して信じてはならない。これが乱世を生き抜く術だ」と書き遺している。
天正13年（1585年）、島津氏の北上の最中に道雪が病死し、統虎が名を「立花宗茂」と改めて立花氏の家督を継いだ。増時は引き続き宗茂に仕え、各地を転戦するだけでなく、島津氏や豊臣秀吉との交渉にも当った。十時連貞と共に島津側の策略で捕虜になった宗茂の弟の高橋統増の返還を実現させた事など、長年の忠義を評された増時は、立花の姓を名乗ることを許され、息子の吉右衛門成家（立花成家）の正室には宗茂の実姉の甲斐が配される事となった。
豊臣秀吉の九州平定後、宗茂が筑後国柳河城に移封されると、増時は支城である同国三潴郡城島城（現在の久留米市）に4千石を与えられた。
慶長5年（1600年）、関ヶ原の戦いの際に、増時は徳川家康率いる東軍の勝利と判断して、親徳川派の加藤清正や黒田如水との同盟を進言した。しかし宗茂や他の重臣は、「太閤殿下の御恩」を主張して西軍への参加を決定してしまい、増時は柳河城の留守を命じられた。増時の子の成家が大津城の戦いで一番乗りする活躍をするも、西軍は敗戦、宗茂は増時の弟である丹親次を家康への交渉役として上方に残すと、柳河城へと帰還した。立花軍は柳河城に籠城し、城を鍋島・黒田・加藤らの軍に攻められている最中、家康から得た身上安堵の御朱印を携えて丹親次が帰還した。宗茂はこれを提示して黒田・加藤等と和睦交渉した後、柳河城を開城した。

### 福岡藩士時代
立花氏の改易が決まると、同家の家臣は他家に仕える者、宗茂に従う者など離散する事となった。増時は黒田如水から仕官を勧められる。新たに黒田氏が拝領した自分の故郷・筑前への帰国を希望していた増時は、旧主・道雪が眠る梅岳寺の墓守をすることを希望した。そこで如水は増時の息子に父の旧知行と同じ4千石を授け、これとは別に、増時自身にも隠居料200人扶持が与えられる事となった。以後、増時の系統は福岡藩家臣・立花黒田氏として黒田氏に仕え続けて、かつての主君の立花宗茂が再び柳川藩に封じられた後も、立花氏に復帰することはなかった。（黒田(立花薦野丹治)家文書に記載。）
元和9年（1623年）、死去。享年81。道雪の生前に恩賞として得た許しに随って、梅岳寺の道雪墓所の隣に葬られた。福岡藩の重臣で文人として名高い立花実山は曾孫にあたるという。